# Sfârșitul lui Freddy: Coșmarul final
Sfârșitul lui Freddy: Coșmarul final (titlu original: Freddy's Dead: The Final Nightmare; cunoscut și ca A Nightmare on Elm Street 6: The Final Nightmare) este un film slasher din 1991 regizat de Rachel Talalay, al șaselea din seria Coșmar pe Strada Ulmilor / Coșmarul de pe Elm Street.

## Distribuție
- Robert Englund -  Freddy Krueger
- Lisa Zane -  Maggie Burroughs
- Shon Greenblatt -  John Doe
- Lezlie Deane -  Tracey
- Ricky Dean Logan -  Carlos
- Breckin Meyer -  Spencer
- Yaphet Kotto -  Doc
- Johnny Depp -  Băiatul de la TV